# Melanie Paschke
Melanie Paschke (Brunswick, Alemania, 29 de junio de 1970) es una atleta alemana, especialista en la prueba de 4 x 100 m, en la que ha logrado ser campeona mundial en 2001.

## Carrera deportiva
En el Campeonato Europeo de Atletismo de 1998 ganó la medalla de bronce en los 200 metros, con un tiempo de 22.78 segundos, llegando a meta tras la rusa Irina Privalova y ucraniana Zhanna Pintusevich (plata con 22.74 s). También ganó la plata en los relevos 4 x 100 m, llegando a meta tras Francia y por delante de Rusia.
Tres años después, en el Mundial de Edmonton 2001 ganó la medalla de oro en el relevo 4 x 100 metros, con un tiempo de 42.32 segundos, por delante de Francia y Jamaica, siendo sus compañeras de equipo: Gabi Rockmeier, Birgit Rockmeier y Marion Wagner.
Al año siguiente, en el Campeonato Europeo de Atletismo de 2002 ganó la medalla de plata en la misma prueba, con un tiempo de 42.54 segundos, llegando a meta tras Francia y por delante de Rusia, siendo sus compañeras de equipo: Gabi Rockmeier, Sina Schielke y Marion Wagner.